# Рокаравиндола (Изернија)
Рокаравиндола је насеље у Италији у округу Изернија, региону Молизе.
Према процени из 2011. у насељу је живело 47 становника. Насеље се налази на надморској висини од 417 м.